# José Agapito Mateo Minos Campuzano
José Agapito Mateo Minos Campuzano (Santo Domingo Tlalquitenango, Jojutla, Morelos,1852-1938) fue un sacerdote católico y cronista municipal, historiador, agricultor y ganadero mexicano. Es autor del libro  "Apuntaciones Históricas de Xoxutla a Tlaquiltenango" y el "folleto Nahualco".

## Biografía
Fue hijo de Domingo Minos y María Zeferina Agapito Mateos, según fe de bautizo expedida el 2 de enero de 1872 en la parroquia de Tlalquitenango. Ingresó al Seminario de México en 1875, ordenándose presbítero en 1886 y en 1889 fue designado párroco en su natal Tlalquitenango, en donde además tuvo a cargo las parroquias de Zacatepec, Jojutla y otras.
Participó en la comisión que promovió ante el gobierno federal la introducción del ferrocarril a Tlalquitenango, lo cual ocurrió por primera vez el 15 de abril de 1890. Además de esta obra, promovió y gestionó otras obras como la introducción de agua potable a Jojutla y la construcción del ciprés mayor de su iglesia. En 1911 solicitó permiso para dejar el cargo de párroco de Jojutla argumentando motivos de salud.
Además de sus actividades religiosas y su participación en distintos comités ciudadanos Minos Campuzano se dedicó a la investigación de historia regional y de distintos documentos prehispánicos. Como parte de este trabajo en 1923 publicó sus Apuntaciones Históricas de Xoxutla a Tlaquiltenango.

## Obras
- Apuntaciones Históricas de Xoxutla a Tlaquiltenango. Libro que representa una fuente de información básica y referente para la historia regional del sur de Morelos el cual fue publicado por primera vez en el año de 1923;[5]
- Folleto Nahualco. Publicado en el mismo año que las apuntaciónes históricas de Xoxutla a Tlaquiltenango[6] donde el cronista describe parte de la historia del sitio donde actualmente se ubica la biblioteca regional Adolfo López Mateos en dicho poblado de Morelos.